# Jean-Claude Michel
Pour les articles homonymes, voir Michel.
Jean-Claude Michel, né Bernard Michel le 5 janvier 1925 dans le 10e arrondissement de Paris, dans le département de la Seine, et mort le 10 décembre 1999 dans le 14e arrondissement de Paris, est un acteur et directeur artistique français.
Spécialisé dans le doublage, il a régulièrement prêté sa voix à Sean Connery, Clint Eastwood, Robert Mitchum, Rock Hudson, Charlton Heston (dans Ben-Hur), Gregory Peck, James Garner, Vittorio Gassman ou Paul Newman (dans La Couleur de l'argent).

## Biographie

### Jeunesse et études
De son vrai nom Bernard Georges Paul Louis Michel, il naît le 5 janvier 1925 dans le 10e arrondissement de Paris .

### Carrière
Jean-Claude Michel se spécialise très tôt dans le doublage, prêtant notamment sa voix à Sean Connery dans presque tous ses films, hormis la saga James Bond (où c’est l’acteur Jean-Pierre Duclos qui le double), et à Clint Eastwood dans la plupart de ses films dont la saga des Inspecteur Harry. Il est aussi la voix régulière de Robert Mitchum, Tony Curtis, Charlton Heston (Ben Hur), Leslie Nielsen, Rock Hudson, etc..
Il meurt le 10 décembre 1999 à Paris 14e, à l'âge de 74 ans, et est crématisé[réf. nécessaire].

### Vie privée
Jean-Claude Michel a été marié en seconde noces à l'actrice Paule Emanuele (née en 1927), elle aussi grande voix du doublage, qu'il épouse le 19 décembre 1958, avec qui il est resté marié près de 40 ans jusqu'à son décès en 1999.  
Il a eu 2 enfants lors de son premier mariage avec Jacqueline Brasseur, Patrick Michel né en Octobre 1947 et Catherine Michel née le 14 octobre 1949. 

## Théâtre
- 1949 : Une femme libre d'Armand Salacrou, mise en scène Jacques Dumesnil, avec Jacques Dumesnil, Yves Robert, théâtre Saint-Georges
- 1950 : À chacun selon sa faim de Jean Mogin, mise en scène Raymond Hermantier, théâtre du Vieux-Colombier
- 1954 : La Bande à Bonnot de Henri-François Rey, mise en scène Michel de Ré, théâtre du Quartier latin
- 1954 : Les Quatre Vérités de Marcel Aymé, mise en scène André Barsacq, théâtre de l'Atelier

## Filmographie

### Cinéma
- 1955 : Razzia sur la chnouf : un cheminot (non crédité)
- 1957 : Patrouille de choc de Claude Bernard-Aubert : le lieutenant Perrin
- 1958 : Cargaison blanche de Georges Lacombe : Pierre Mégnier
- 1960 : Les Mystères d'Angkor de William Dieterle : Ballard
- 1960 : Normandie-Niémen de Jean Dréville : le commandant Flavier
- 1961 : Le Comte de Monte-Cristo de Claude Autant-Lara : Fernand de Morcerf
- 1962 : Le Jour et l'Heure de René Clément : le chef du réseau de Résistance des Pyrénées
- 1970 : Trop petit mon ami d'Eddy Matalon : Robert Davone
- 1970 : Le Cœur fou de Jean-Gabriel Albicocco : Georges
- 1971 : Chronique d'un couple de Roger Coggio
- 1972 : La Scoumoune de José Giovanni : l'avocat de Xavier Saratov
- 1983 : Le Voleur de feuilles de Pierre Trabaud : un joueur de poker. C'est le seul film où joue également son épouse Paule Emanuele

### Télévision
- 1959 : En votre âme et conscience : Le Drame du petit Condom" de Claude Barma
- 1967 : Les Chevaliers du ciel : Colonel Le Guenn

## Radio
- 1956 : Le Jongleur, fiction radiophonique d'Alexandre Rivemale : Jean Rivière
- 1974 : Ce sacré Léo dans la série Les Maîtres du mystère diffusée sur France Inter
- 1999 : Un roi, une légende dans la série radiophonique de Philippe Chollet consacrée à Richard Cœur de Lion sur France Bleu

## Doublage
Note : les dates inscrites en italique correspondent aux sorties initiales des films dont Jean-Claude Michel a assuré le redoublage ou le doublage tardif.

### Cinéma

#### Films
- Sean Connery :
  - Darby O'Gill et les Farfadets (1959[3]) : Michael McBride
  - Pas de printemps pour Marnie (1964) : Mark Rutland
  - La Colline des hommes perdus (1965) : John Anderson
  - L'Homme à la tête fêlée (1966) : Samson Shillitoe
  - Shalako (1968) : Moses Zebulon « Shalako » Carlin
  - La Tente rouge (1969) : Roald Amundsen
  - Traître sur commande (1970) : Jack Kehoe
  - Le Dossier Anderson (1970) : John Anderson
  - Zardoz (1974) : Zed
  - Un homme voit rouge (1974) : le colonel Nils Tahlvik
  - Le Lion et le Vent (1975) : Mulai Ahmed er Raisuli
  - L'Homme qui voulut être roi (1975) : Daniel Dravot
  - La Rose et la Flèche (1976) : Robin des Bois
  - Meurtre pour un homme seul (1976) : Khalil Abdul-Muhsen
  - Cuba (1979) : Major Robert Dapes
  - Météore (1979) : Dr Paul Bradley
  - Outland (1981) : Marshal William T. O'Niel
  - Bandits, Bandits (1981) : le roi Agamemnon, le pompier
  - Tais-toi quand tu parles (1981) : James Bond dans un extrait d'Opération Tonnerre  à la télévision
  - Meurtres en direct (1982) : Patrick Hale
  - Cinq jours ce printemps-là (1983) : Douglas
  - Jamais plus jamais (1983) : James Bond
  - Highlander (1986) : Juan Sanchez Villa-Lobos Ramirez
  - Les Incorruptibles (1987) : Jim Malone
  - Presidio, base militaire, San Francisco (1988) : Lt. Col. Alan Caldwell
  - Indiana Jones et la Dernière Croisade (1989) : le professeur Henry Jones
  - Family Business (1989) : Jessie McMullen
  - À la poursuite d'Octobre rouge (1990) : Commandant Ramius
  - La Maison Russie (1990) : Bartholomew Blair
  - Robin des Bois : Prince des voleurs (1991) : Richard Cœur de Lion (1er doublage)
  - Highlander, le retour (1991) : Juan Sanchez Villa-Lobos Ramirez
  - Medicine Man (1992) : Dr Robert Campbell
  - Soleil levant (1993) : le capitaine John Connor
  - Rock (1996) : John Patrick Mason
  - Chapeau melon et bottes de cuir (1998) : Sir August de Wynter
  - Haute Voltige (1999) : Robert Mac Dougal
- Clint Eastwood :
  - L'Inspecteur Harry (1971) : l'inspecteur Harry Callahan
  - Magnum Force (1973) : l'inspecteur Harry Callahan
  - L'inspecteur ne renonce jamais (1976) : l'inspecteur Harry Callahan
  - L'Épreuve de force (1977) : Ben Shockley
  - Doux, dur et dingue (1978) : Philo Beddoe
  - Bronco Billy (1980) : Bronco Billy McCoy
  - Ça va cogner (1980) : Philo Beddoe
  - Firefox, l'arme absolue (1982) : Mitchell Gant
  - Honkytonk Man (1983) : Red Stovall
  - Le Retour de l'inspecteur Harry (1983) : l'inspecteur Harry Callahan
  - La Corde raide (1984) : le capitaine Wes Block
  - Haut les flingues ! (1984) : le lieutenant Speer
  - Pale Rider (1985) : le pasteur
  - Le Maître de guerre (1986) : Sergent Tom « Gunny » Highway
  - La Dernière Cible (1988) : l'inspecteur Harry Callahan
  - Pink Cadillac (1989) : Tommy Nowak
  - Chasseur blanc, cœur noir (1989) : John Wilson
  - La Relève (1990) : Nick Pulovski
  - Impitoyable (1992) : William Munny
  - Dans la ligne de mire (1993) : Frank Horrigan
  - Un monde parfait (1993) : Red Garnett
  - Les Pleins Pouvoirs (1997) : Luther Whitney
- Robert Mitchum dans :
  - Trahison à Athènes  (1959) : Mike Morrison
  - Celui par qui le scandale arrive (1960) : le capitaine Wade Hunnicutt
  - Les Combattants de la nuit (1960) : Dermot O'Neill
  - La Fille de Ryan (1970) : Charles Shaughnessy
  - L'Affrontement (1971) : Harry K. Graham
  - La Colère de Dieu (1973) : Père Oliver Van Horne
  - Les Copains d'Eddie Coyle (1973[4]) : Eddie « Fingers » Coyle
  - Yakuza (1974) : Harry Kilmer
  - La Bataille de Midway (1976) : le vice-amiral William F. « Bull » Halsey Jr.
  - Le Dernier Nabab (1977) : Pat Brady
  - De la neige sur les tulipes (1977) : Quinlan
  - Nuit de meurtre (1980)[5] : Donner / Rodriguez
  - L'Ambassadeur : Chantage en Israël (1984) : Pete Hacker
  - Fantômes en fête (1988) : Preston Rhinelander
  - Les Nerfs à vif (1991) : le lieutenant Elgart
  - Dead Man (1995) : John Dickinson
- Rock Hudson dans :
  - L'Adieu aux armes (1957) : le lieutenant Frederick Henry
  - Crépuscule sur l'océan (1959) : le captaine David Bell
  - Un pyjama pour deux (1961) : Jerry Webster / Docteur Linus « Leo » Tyler
  - L'Homme de Bornéo (1962) : le docteur Anton Drager
  - Le Téléphone rouge (1963) : le colonel Jim Caldwell
  - Les Yeux bandés (1965) : le docteur Barthlomew Snow
  - L'Opération diabolique (1966) : Antiochus « Tony » Wilson
  - Tobrouk, commando pour l'enfer (1967) : le major Craig
  - Destination Zebra, station polaire (1968) : le commandant James Ferraday
  - Les Géants de l'Ouest (1969) : le colonel James Langdon
  - Darling Lili (1970) : le major William Larrabee
  - Duel dans la poussière (1973) : le shérif Chuck Jarvis
  - Embryo (1976) : le docteur Paul Holliston
  - Le miroir se brisa (1980) : Jason Rudd
- Charlton Heston dans :
  - La Soif du mal (1958) : Ramon Miguel « Mike » Vargas (1er doublage)
  - Ben-Hur (1959) : Judah Ben-Hur
  - La Plus Grande Histoire jamais contée (1965) : Jean le Baptiste
  - L'Extase et l'Agonie (1965) : Michel-Ange
  - La Symphonie des héros (1967) : Lionel Evans
  - Alerte à la bombe (1972) : le capitaine Henry « Hank » O'Hara
  - Soleil vert (1973) : Détective Robert Thorn
  - La Loi de la haine (1976) : Sam Burgade
  - La Malédiction de la vallée des rois (1980) : Matthew Corbeck
  - La Fureur sauvage (1980) : Bill Tyler
  - Un ange... ou presque (1990) : Dieu
  - Alaska (1996) : Perry
- Gregory Peck dans :
  - Du silence et des ombres (1962) : Atticus Finch
  - Les Nerfs à vif (1962) : Sam Bowden
  - La Conquête de l'Ouest (1962) : Clive van Valen
  - Le Combat du capitaine Newman (1963) : le capitaine Josiah Newman
  - Mirage (1965) : David Stillwell
  - Arabesque (1966) : le professeur David Pollock
  - L'Homme le plus dangereux du monde (1969) : John Hathaway
  - Le Pays de la violence (1970) : le shérif Henry Tawes
  - Un colt pour une corde (1973) : Archibald Deans
  - MacArthur, le général rebelle (1977) : le général Douglas MacArthur
  - La Force du silence (1987) : le président
  - Old Gringo (1989) : Ambrose Bierce
- James Garner dans :
  - La Grande Évasion (1963) : Flight Lt. Hendley « Le Chapardeur »
  - Les Jeux de l'amour et de la guerre (1964) : le capitaine Charles Edward Madison
  - 36 heures avant le débarquement (1965) : le major Jefferson Pike
  - Grand Prix (1966) : Pete Aron
  - Sept secondes en enfer (1967) : Wyatt Earp
  - Ne tirez pas sur le shérif (1969) : le shérif Jason McCullough
  - La Valse des truands (1969) : Philip Marlowe
  - Victor Victoria (1982) : King Marchand
  - Tank (1984) : adjudant-chef Zack Carey
  - Visiteurs extraterrestres (1993) : Frank Watters
- Vittorio Gassman dans :
  - La Marche sur Rome (1962) : Domenico Rocchetti
  - L'Armée Brancaleone (1966) : Brancaleone da Norcia
  - Brancaleone s'en va-t-aux croisades (1970) : Brancaleone da Norcia
  - Mais qu'est-ce que je viens foutre au milieu de cette révolution ? (1972) : Guido Guidi
  - Nous nous sommes tant aimés (1974) : Gianni Perego
  - Un mariage (1978) : Luigi Corelli
  - Cher Papa (1979) : Albino Millozza
  - La Terrasse (1980) : Mario
  - Chambre d'hôtel (1981) : Achille Mengaroni
  - Valse d'amour (1990) : Augusto Scribani
- Richard Burton dans :
  - La Mousson (1955) : Docteur Major Rama Safti
  - Alexandre le Grand (1956) : Alexandre le Grand
  - Le jour le plus long (1962) : l'officier David Campbell
  - Cléopâtre (1963) : Marc Antoine
  - Barbe-Bleue (1972) : le baron von Steper
  - L'Homme du clan (1974) : Breck Stancill
  - L'Exorciste 2 : L'Hérétique (1977) : le père Philip Lamont (1er doublage)
  - Les Oies sauvages (1978) : le colonel Allen Faulkner
  - La Percée d'Avranches (1978) : le sergent Rolf Steiner
- Tony Curtis dans :
  - Trapèze (1956) : Tino Orsini
  - Le Grand Chantage (1957) : Sydney Falco
  - Les Diables au soleil (1958) : le caporal Britt Harris
  - Les Vikings (1958) : Eric
  - La Chaîne (1958) : John Jackson
  - Certains l'aiment chaud (1959) : Joe / Josephine / Junior
  - Qui était donc cette dame ? (1960) : David Wilson
  - Taras Bulba (1962) : Andrei Bulba
  - Rosemary's Baby (1969) : voix de Donald Baumgart
- Leslie Nielsen dans :
  - L'Aventure du Poséidon (1972) : le commandant Harrison
  - Y a-t-il enfin un pilote dans l'avion ? (1982) : Dr Rumack (flash-back)
  - Y a-t-il un flic pour sauver la reine ? (1988) : le lieutenant Frank Drebin
  - Y a-t-il un exorciste pour sauver le monde ? (1990) : le père Jebedaiah Mayii
  - Y a-t-il un flic pour sauver le président ? (1991) : le lieutenant Frank Drebin
  - Y a-t-il un flic pour sauver Hollywood ? (1994) : le lieutenant Frank Drebin
  - Agent zéro zéro (1996) : Nick Laren
  - Dracula, mort et heureux de l'être (1996) : Dracula
  - Harry à tout prix (1997) : Harry Haber
- Rod Taylor dans :
  - La Machine à explorer le temps (1960) : George
  - Le Corsaire de la reine (1962) : Sir Francis Drake
  - Hôtel international (1963) : Les Mangrum
  - Le Jeune Cassidy (1965) : John Cassidy
  - La blonde défie le FBI (1966) : Bruce Templeton
  - Chuka le redoutable (1967) : Chuka
  - Le Dernier Train du Katanga (1968) : Bruce Curry
  - Mandat d'arrêt (1968) : Scobie Malone
  - Trader Horn l'aventurier (1973) : Trader Horn
- Robert Webber dans :
  - Dollars (1971) : le procureur
  - Le Cogneur (1975) : Sam Accardo
  - La Malédiction de la Panthère rose (1978) : Philippe Douvier
  - Elle (1979) : Hugh
  - La Bidasse (1980) : le colonel Clay Thornbush
  - S.O.B. (1981) : Ben Coogan
  - Cinglée (1987) : le procureur Francis McMillan
- Fess Parker dans :
  - Davy Crockett, roi des trappeurs (1954) : Davy Crockett
  - Le Cri de la victoire (1955) : Speedy
  - Davy Crockett et les Pirates de la rivière (1956) : Davy Crockett
  - Le Bourreau du Nevada (1959) : le sheriff Buck Weston
  - Violence au Kansas (1959) : Cam Bleeker
  - L'enfer est pour les héros (1962) : le sergent Pike
- George Peppard dans :
  - Les Ambitieux (1964) : Jonas Cord Jr.
  - Opération Crossbow (1965) : le lieutenant John Curtis
  - L'Exécuteur (1970) : John Shay
  - Le Dernier Train pour Frisco (1971) : Harker Fleet
  - Requiem pour un espion (1972) : Tuxan
  - Les Survivants de la fin du monde (1977) : le colonel Denton
- George Gaynes dans :
  - Police Academy 2 : Au boulot ! (1985) : le commandant Eric Lassard
  - Police Academy 3 : Instructeurs de choc (1986) : Eric Lassard
  - Police Academy 4 : Aux armes citoyens (1987) : Eric Lassard
  - Police Academy 5 : Débarquement à Miami Beach (1988) : Eric Lassard
  - Police Academy 6 : S.O.S. ville en état de choc (1989) : Eric Lassard
  - Police Academy : Mission à Moscou (1994) : Eric Lassard
- Marcello Mastroianni dans :
  - Le Pigeon (1958) : Tiberio
  - Le Bel Antonio (1960) : Antonio Magnano
  - Huit et demi (1963) : Guido Anselmi
  - La Femme du prêtre (1970) : Don Mario Carlesi
  - Enquête à l'italienne (1977) : Bruno Baldassare
- Dean Martin dans :
  - un numéro du tonnerre (1960) : Jeffrey Moss
  - Le troisième homme était une femme (1961) : Bo Gillis
  - Astronautes malgré eux (1962) : Caméo
  - Embrasse-moi, idiot (1964) : Dino
  - Airport (1970) : le capitaine Vernon Demerest
- Peter Graves dans :
  - La Nuit du chasseur (1955) : Ben Harper
  - Fort Yuma (1955)[6] : le lieutenant Ben Keegan
  - Un jeu risqué (1959) : Morgan Earp
  - Y a-t-il enfin un pilote dans l'avion ? (1982) : le commandant Oveur
- Randolph Scott dans :
  - Le Vengeur (1957) : le capitaine Buck Devlin
  - Décision à Sundown (1957) : Bart Allison
  - La Chevauchée de la vengeance (1959)[7] : Ben Brigade
  - Comanche Station (1960)[8] : Jefferson Cody
- Steve Reeves dans :
  - Les Travaux d’Hercule (1958) : Hercule
  - Hercule et la Reine de Lydie (1959) : Hercule
  - La Bataille de Marathon (1959) : Phidippidès
  - Capitaine Morgan (1961) : Henry Morgan
- Rory Calhoun dans :
  - Le Secret de Monte-Cristo (1961) : le capitaine Adam Corbett
  - Marco Polo (1961) : Marco Polo
  - Les Éperons noirs (1965) : Santee
  - Furie sur le Nouveau-Mexique (1965) : Clint McCoy
- Gordon Scott dans :
  - Romulus et Remus (1961) : Remus
  - Zorro et les Trois Mousquetaires (1963) : Zorro
  - Buffalo Bill, le héros du Far-West (1965) : Buffalo Bill
  - Les Forcenés (1965) : Lon Cordeen
- Jason Robards dans :
  - Tendre est la nuit (1962) : le docteur Richard « Dick » Diver
  - Tora ! Tora ! Tora ! (1970) : Lieutenant-Général Walter Short
  - Le Prix de la passion (1988) : Muth
  - Hold-up à New York (1990) : Rotzinger
- Stephen Boyd dans :
  - La Chute de l'Empire romain (1963) : Livius
  - Gengis Khan (1965) : Djamuqa
  - Opération Opium (1966) : Benson
  - Services spéciaux, division K (1968) : Philip Scott
- Richard Crenna dans :
  - Star! (1968) : Richard Aldrich
  - Les Colts au soleil (1973) : Noon
  - Ces enfants-là (1987) : Bob Goodman
  - Hot Shots! 2 (1993) : Colonel Denton Walters
- Frederick Stafford dans :
  - La Gloire des canailles (1967) : Joe Mortimer / Sesame
  - Sur ordre du Führer (1969) : Le capitaine Paul Stevens
  - L'Étau (1969) : André Devereaux
  - La Bataille d'El Alamein (1969) : le lieutenant Giorgio Borri
- Fernando Lamas dans :
  - L'Appel de l'or (1954) : Rio Galdez
  - Le Monde perdu (1960) : Manuel Gomez
  - Le Privé de ces dames (1978) : Paul DuChard
- Dana Andrews dans :
  - La Cinquième Victime (1956) : Edward Mobley
  - L'Invraisemblable Vérité (1956) : Tom Garrett
  - Le Cher Disparu (1965) : le général Buck Brinkman
- Rik Battaglia dans :
  - Roland, prince vaillant (1956) : Roland
  - Esther et le Roi (1960) : Simon
  - L'Affaire Mori (1977) : Antonio Capecelatro
- Herbert Lom dans :
  - L'Enfer des tropiques (1957) : le chef de quai
  - Les Racines du ciel (1958) : Orsini
  - L'Île mystérieuse (1961) : le capitaine Nemo
- Laurence Harvey dans :
  - Alamo (1960) : le colonel William Travis
  - La Patrouille égarée (1961) : le soldat « Bammo » Bamforth
  - Un crime dans la tête (1962) : Raymond Shaw
- Gabriele Ferzetti dans :
  - Défi à Gibraltar (1963) : le capitaine Leonardi
  - La Bible (1966) : Loth
  - Portier de nuit (1974) : Hans
- Edward Judd dans :
  - Les Premiers Hommes dans la Lune (1964) : Arnold Bedford
  - L'Île de la terreur (1966) : Dr. David West
  - La Déesse des sables (1968) : Philip
- Christopher Plummer dans :
  - La Fantastique Histoire vraie d'Eddie Chapman (1966) : Eddie Chapman
  - The Disappearance (1977) : Deverell
  - Dragnet (1987) : le révérend Jonathan Whirley
- Robert Culp dans :
  - Un colt pour trois salopards (1971) : Thomas Luther Price
  - L'Enlèvement (1975) : Sylvester (Sly) Wells
  - Intervention Delta (1976) : Jonas Bracken
- Ben Gazzara dans :
  - Odyssée sous la mer (1973) : le commandant Adrian Blake
  - Le Voyage des damnés (1976) : Morris Troper
  - Liés par le sang (1979) : Rhys Williams
- Paul Newman dans :
  - L'Arnaque (1973) : Henry Gondorff
  - Absence de malice (1981) : Michael Colin Gallagher
  - La Couleur de l'argent (1986) : « Fast Eddie » Felson
- Charles Bronson dans :
  - Chasse à mort (1981) : Albert Johnson
  - Le Justicier de minuit (1983) : Leo Kessler
  - L'Enfer de la violence (1984) : Holland
- Jack Palance dans :
  - Batman (1989) : Carl Grissom
  - Tango et Cash (1989) : Yves Perret
  - Les Nouveaux Associés (1994) : Jack Stone
- Lyle Bettger dans :
  - L'aventure est à l'ouest (1953) : Stephen Cook
  - Double Filature (1953) : Justin Keit
- Philip Carey dans :
  - La Taverne des révoltés (1953) : le capitaine Roy Giles
  - Le Massacre des Sioux (1965) : le colonel George Armstrong Custer
- Donald Sinden dans :
  - Opération Tirpitz (1955) : le lieutenant Tom Corbett
  - Simba (1955) : l'inspecteur Tom Drummond
- Richard Boone dans :
  - Dix hommes à abattre (1955) : Wick Campbell
  - Le Grand Couteau (1955) : le narrateur
- Patrick McGoohan dans :
  - Les Briseurs de barrages (1955) : le garde en faction devant la porte de la salle de briefing
  - Zarak le valeureux (1956) : Moor Larkin
- Richard Egan dans :
  - La Venus des mers chaudes (1955) : Johnny Gray
  - Meurtres sur la dixième avenue (1957) : William « Bill » Keating
- Robert Ryan dans :
  - Un homme est passé (1955) : Reno Smith
  - Une minute pour prier, une seconde pour mourir (1968) : Lew Carter
- Marlon Brando dans :
  - Le Bal des maudits (1958) : le lieutenant Christian Diesti
  - Morituri (1965) : Robert Crain
- Walther Reyer dans :
  - Le Tigre du Bengale (1959) : Chandra
  - Le Tombeau hindou (1959) : Chandra
- Tom Tryon dans :
  - L'Histoire de Ruth (1960) : Mahlon
  - Les Compagnons de la gloire (1965) : le général Demas Harrod
- Lang Jeffries dans :
  - La Révolte des esclaves (1960) : Vibio
  - Coup de gong à Hong Kong (1967) : Mark Jason
- Edmund Purdom dans :
  - Nefertiti, reine du Nil (1961) : Tumos
  - Les Révoltées de l'Albatros (1961) : Dr Bradley
- Arthur Kennedy dans :
  - Barabbas (1961) : Ponce Pilate
  - Lawrence d'Arabie (1962) : Jackson Bentley
- Giuliano Gemma dans :
  - Les Titans (1962) : Crios
  - Shéhérazade (1963) : Didier
- Piero Lulli dans :
  - Les Vikings attaquent (1962) : Barton
  - Django arrive, préparez vos cercueils (1970) : Samuel Spencer
- Kirk Morris dans :
  - Hercule, Samson et Ulysse (1963) : Hercule
  - Marchands d'esclaves (1964) : Anthar
- James Coburn dans :
  - Les Rois du soleil (1963) : le narrateur
  - Sister Act, acte 2 (1993) : M. Crisp
- Richard Harrison dans :
  - La Fureur des gladiateurs (1964) : Lucius Crassus
  - La Révolte des prétoriens (1964) : Valerio Rufo
- Ray Danton dans :
  - Le Trésor de Malaisie (1964) : Sandokan
  - Le Léopard de la jungle noire (1964) : Sandokan
- Kevin McCarthy dans :
  - Que le meilleur l'emporte (1964) : Dick Jensen
  - Gros coup à Dodge City (1966) : Otto Havershaw
- Stanley Baker dans :
  - Les Sables du Kalahari (1965) : Mike Bain
  - Trois milliards d'un coup (1967) : Paul Clifton
- Frank Oliveras dans :
  - Tonnerre sur l'océan Indien (1966) : Nicolas Surcouf
  - Surcouf, le tigre des sept mers (1966) : Nicolas
- John Forsythe dans :
  - Madame X (1966) : Clayton Anderson
  - Justice pour tous (1979) : le juge Henry T. Fleming
- Michael Caine dans :
  - Un cerveau d'un milliard de dollars (1967) : Harry Palmer
  - Enfants de salauds (1968) : le capitaine Douglas
- Cliff Robertson dans :
  - Guêpier pour trois abeilles (1967) : William McFly
  - Les Trois Jours du condor (1975) : J. Higgins
- Roger Moore dans :
  - Double jeu (1969) : Gary Fenn
  - L'Équipée du Cannonball (1981) : Seymour Golfarb Jr.
- Mitch Ryan dans :
  - L'Homme des hautes plaines (1973) : Dave Drake
  - Un tueur dans la foule (1976) : Bob
- Stuart Whitman dans :
  - Ruby (1977) : Vince Kemper
  - Le Bison blanc (1977) : Whitney Coxy
- Gene Barry dans :
  - Guyana, la secte de l'enfer (1979) : Député Lee O'Brien
  - Kalahari (1993) : Colonel Mopani Theron
- Christopher Lee dans :
  - Les Visiteurs d'un autre monde (1978) : Victor
  - Le Secret de la banquise (1979) : Lechinski
- Gene Barry dans :
  - Guyana, la secte de l'enfer (1979) : Député Lee O'brien
  - L'Ascenseur pour le passé (1979) : John
- Albert Finney dans :
  - Loophole (1980) : Mike Daniels
  - Wolfen (1981) : Dewey Wilson
- Nigel Davenport dans :
  - Les Faucons de la nuit (1981) : Peter Hartman
  - Les Chariots de feu (1981) : Lord Birkenhead
- Walter Matthau dans :
  - JFK (1991) : le sénateur Long
  - Denis la Malice (1993) : George Wilson
- Max von Sydow dans :
  - Le Bazaar de l'épouvante (1993) : Leland Guant
  - Judge Dredd (1995) : le juge suprême Fargo
- Robert Loggia
  - Psychose 2 (1983) : Dr Bill Raymond
  - That's Life! (1986) : le père Baragone

- 1936[9] : L'Extravagant Mr. Deeds : John Cedar (Douglas Dumbrille)
- 1936 : Tarzan s'évade : le capitaine Fry (John Buckler)
- 1940[8] : Le Dictateur : commentateur de la radio Tomania no 1
- 1940[10] : L'Oiseau bleu : le chêne (Edwin Maxwell)

- 1943 : Sherlock Holmes et l'Arme secrète : Dr Franz Tobel (William Post Jr.)
- 1949 : Entrée illégale : le narrateur (Chet Huntley)
- 1950 : L'Aigle et le Vautour : Whitney Randolph (Dennis O'Keefe)
- 1951 : Les Diables de Guadalcanal : le narrateur
- 1951 : Ivanhoe : le narrateur
- 1951 : L’Homme au complet blanc : Hoskins (Henry Mollison)
- 1951 : Le Renard du désert : le narrateur (Michael Rennie) et lui-même (Desmond Young)
- 1951 : Le Voleur de Tanger : un espion[Qui ?]
- 1952 : Macao, le paradis des mauvais garçons : le narrateur (Truman Bradley)
- 1953 : Fort Bravo : le lieutenant Beecher (Richard Anderson)
- 1953 : Jules César : un citoyen[Qui ?]
- 1953 : La Mer cruelle : l'enseigne Keith Lockhart (Donald Sinden)
- 1953 : L'Équipée sauvage : Annonceur de la course[Qui ?]
- 1954 : Quatre étranges cavaliers : Michel Evans (John Hudson)
- 1954 : Du sang dans le soleil : Don Paolo Solinas (Mel Ferrer)
- 1954 : Les Chevaliers de la Table ronde : Narrateur
- 1954 : Les Géants du cirque : Jack Stang (Jack Stang)
- 1954 : Écrit dans le ciel : Ben Sneed (George Chandler)
- 1954 : L'Étrange Créature du lac noir : Dr Mark Williams (Richard Denning) (1er doublage)
- 1954 : Haine, Amour et Trahison : le comte Franco Alberti (Pierre Cressoy)
- 1955 : La Maison de bambou : Eddie Kenner / Spanier (Robert Stack)
- 1955 : En quatrième vitesse : Mike Hammer (Ralph Meeker)
- 1955 : Condamné au silence : le colonel assistant le général Pershnig (Carleton Young)
- 1955 : Marty : Tommy (Jerry Paris)
- 1955 : Heidi et Pierre : (Fred Tanner)
- 1955 : Amour, fleur sauvage : Ed (Ward Wood)
- 1955 : Mélodie interrompue : le comte Claude de Vignaux (Stephen Bekassy)
- 1955 : Ce n'est qu'un au revoir : James Nilsson « Red » Sundstrom (William Leslie)
- 1955 : Mais qui a tué Harry ? : le shérif Calvin Wiggs (Royal Dano)
- 1955 : Dossier secret : Thaddeus (Peter van Eyck)
- 1955 : Des pas dans le brouillard : David MacDonald (Bill Travers)
- 1955 : Cinq Fusils à l'ouest : Hale Clinton (Mike Connors) (1er doublage)
- 1955 : Le Procès : le député John J. « Jack » Armstrong (John Hodiak) et l'avocat #1 (Charles Evans)
- 1955 : Les Briseurs de barrages : le capitaine Joseph « Mutt » Summers (Patrick Barr) et le sergent John Pulford (Robert Shaw)
- 1955 : Vacances à Venise : Eddie Yaeger (Darren McGavin)
- 1955 : Il Bidone : le « baron » Charlie Vargas (Giacomo Gabrielli)
- 1956 : La Revanche du prince noir : (Frank Latimore)
- 1956 : Planète interdite : le narrateur (Les Tremayne)
- 1956 : Deux rouquines dans la bagarre : Dave Dietz (Frank Gerstle)
- 1956 : Safari : le commissaire (John Cook) et Charley (John Wynn)
- 1956 : L'Espion de la dernière chance : Erich Gimpel (Martin Held)
- 1956 : L'Homme de San Carlos : le capitaine Larsen (Ainslie Pryor)
- 1956 : L'Énigmatique Monsieur D : Mr. Smith (Ralph Brown)
- 1956 : L'Ultime Razzia : le narrateur
- 1957 : Un roi à New York : un invité[Qui ?]
- 1957 : Torpilles sous l'Atlantique : le capitaine Ware (David Hedison)
- 1957 : Quand passent les cigognes : Volodia (Constantin Nikitine)
- 1957 : Istanbul : l'inspecteur Nural (John Bentley)
- 1957 : Le Virage du diable : Danny Rhinegold (Arthur Franz)
- 1957 : La Belle et le Corsaire : Tatun (Alberto Varelli)
- 1958 : Le Chouchou du professeur : Dr Hugo Pine (Gig Young)
- 1958 : Aphrodite, déesse de l'amour : (Enzo Fiermonte)
- 1958 : Le Petit Arpent du bon Dieu : Shaw Walden (Vic Morrow)
- 1958 : La Révolte des gladiateurs : Marco Numidio (Ettore Manni)
- 1958 : Le danger vient de l'espace : Pr Herbert Weisse (Ivo Garrani)
- 1958 : La Dernière Torpille : le capitaine Randy Vandercook (William Schallert)
- 1958 : L'Odyssée du sous-marin Nerka : l'enseigne Gerald « Gerry » Cartwright (Brad Dexter)
- 1958 : Le Temps d'aimer et le Temps de mourir : Steinbrenner (Bengt Lindström)
- 1958 : Les Feux de l’été : Jody Varner (Anthony Franciosa)
- 1958 : 10, rue Frederick : Bill (Buck Class)
- 1959 : La Flèche noire de Robin des Bois : (Massimo Serato)
- 1959 : Salomon et la Reine de Saba : un officier égyptien[Qui ?]
- 1959 : La Terreur des barbares : le narrateur
- 1959 : La Gloire et la Peur : le soldat Forstman (Harry Guardino)
- 1959 : Panique à bord : l'ingénieur-mécanicien Walsh (Edmond O'Brien)
- 1959 : Un matin comme les autres : Ted Robinson (Ken Scott)
- 1959 : Tombouctou : le capitaine Rimbaud (Mark Dana)
- 1959 : Une fille très avertie : [Qui ?]
- 1960 : Procès de singe : Harry Esterbrook (Harp McGuire)
- 1960 : La Garçonnière : Joe Dobisch (Ray Walston)
- 1960 : Le Géant de Thessalie : Orphée (Massimo Girotti)
- 1960 : Le Grand Sam : Frankie Canon (Ernie Kovacs)
- 1960 : Le Masque du démon : le narrateur
- 1960 : Les Hors-la-loi : Sir Harry Ivers (Dan O'Herlihy)
- 1960 : Le Monstre au masque : Pr Alberto Levin / Seddok (Alberto Lupo)
- 1960 : Le Clown et l'Enfant : Jim Weaver (James Drury)
- 1960 : Les Dents du diable : le narrateur (Nicholas Stuart)
- 1960 : Liaisons secrètes : Ken Gault (John Bryant)
- 1960 : La Vénus au vison : Bingham Smith / Paul (Jeffrey Lynn)
- 1960 : L'Auberge du Cheval-Blanc : Leopold Brandmeyer (Peter Alexander)
- 1960 : Toryok, la furie des barbares : le narrateur
- 1960 : Jamais le dimanche : Tonio (Giórgos Foúndas)
- 1960 : Carthage en flammes : Hiram (José Suárez)
- 1961 : Le Sous-marin de l'apocalypse : Miguel Alvarez (Michael Ansara)
- 1961 : La Fille des Tartares : Ursus (Joe Robinson)
- 1961 : Le Roi des Rois : Joseph (Gérard Tichy)
- 1961 : Les Frères corses : le narrateur
- 1961 : La Fureur d'Hercule : (Ed Fury)
- 1961 : Le Géant de Métropolis : le roi Yotar (Roldano Lupi)
- 1961 : Ulysse contre Hercule : Prométhée[Qui ?]
- 1962 : La Colère d'Achille : Achille (Gordon Mitchell)
- 1962 : Doux oiseau de jeunesse : le présentateur télé[Qui ?]
- 1962 : Le Fantôme de l'Opéra : Harry Cobtree (Edward de Souza)
- 1962 : James Bond 007 contre Dr No : l'opérateur des communications (Maxwell Shaw)
- 1962 : Jules César, conquérant de la Gaule : Jules César (Cameron Mitchell)
- 1962 : Lolita : John Farlow (Jerry Stovin)
- 1962 : Maciste contre les géants : Maciste (Mark Forest)
- 1962 : Les Quatre Cavaliers de l'Apocalypse : Étienne Laurier (Paul Henreid)
- 1962 : Le Cheik rouge : Ruiz da Silva (Channing Pollock)
- 1962 : Échec à la brigade criminelle : [Qui ?]
- 1962 : Les Lanciers noirs : Andrea (Mel Ferrer)
- 1962[11] : Jules César contre les pirates : le gouverneur Valerius Turcuato (Fedele Gentile)
- 1962 : Le Tyran de Syracuse : Damon (Guy Williams)
- 1962 : Tarzan aux Indes : Tarzan (Jock Mahoney)
- 1962 : La Bataille des Thermopyles : Agathon (John Crawford)
- 1962 : Le Capitaine de fer : Furio (Gustavo Rojo)
- 1963 : Les Conquérants héroïques : le narrateur
- 1963 : L'Araignée blanche défie Scotland Yard : Sir James (Friedrich Schoenfelder)
- 1963 : Shock Corridor : Dr Menkin (Paul Dubov)
- 1963 : Le Lit conjugal : Alfonso (Ugo Tognazzi)
- 1964 : Maciste et les Cent Gladiateurs : Zefatius (Robert Hundar)
- 1964 : Agent 077, opération Jamaïque : Alfred Pereira / Agent 077 (Conrado San Martín)
- 1964 : La Terreur des gladiateurs : Escinio (Alberto Lupo)
- 1964 : La Septième Aube : le narrateur
- 1964 : Le Signe de Zorro : le prêtre[Qui ?]
- 1964 : Le Secret de la liste rouge : le commandant Commarro (Paul Hubschmid)
- 1965 : Le Docteur Jivago : un officier[Qui ?]
- 1965 : L'Express du colonel Von Ryan : le capitaine Oriani (Sergio Fantoni)
- 1965 : La Vengeance des gladiateurs : [Qui ?]
- 1965 : Ces merveilleux fous volants dans leurs drôles de machines : le capitaine Rumpelstoss (Karl-Michael Vogler)
- 1965 : Quand la Terre s'entrouvrira : Dr Ted Rampion (Kieron Moore)
- 1965 : Station 3 : Ultra Secret : le lieutenant Raskin (John Clarke)
- 1965 : Mors aux dents : Ben Jones (Glenn Ford)
- 1966 : Navajo Joe : Navajo Joe (Burt Reynolds)
- 1966 : Le Tombeur de ces demoiselles : Howard Foxhugh (Carl Betz)
- 1966 : Comment voler un million de dollars : Simon Dermott (Peter O'Toole)
- 1966 : L'Espion qui venait du froid : Peters (Sam Wanamaker)
- 1966 : Khartoum : le narrateur
- 1966 : La Diligence vers l'Ouest : Hatfield (Mike Connors)
- 1966 : Texas Adios : Burt Sullivan (Franco Nero)
- 1966 : Les Colts de la violence : Johnny Liston (Anthony Steffen)
- 1966 : Du sang dans la montagne : Jerry Brewster (Thomas Hunter)
- 1966 : Le Tour du monde sous les mers : le docteur Doug Standish (Lloyd Bridges)
- 1966 : La Planque : l'inspecteur Cooper-Smith (Stewart Granger)
- 1966 : Le Chevalier à la rose rouge : le baron François La Flèche (Carlos Estrada)
- 1966 : La Poursuite impitoyable : un policier[Qui ?]
- 1967 : La Nuit des généraux : le colonel Sandauer (John Gregson)
- 1967 : La Comtesse de Hong-Kong : Harvey Crothers (Sydney Chaplin)
- 1967 : Le Chevalier de Maupin : Antoine, l'intendant du château de Rosetta Durand[Qui ?]
- 1967 : Trois milliards d'un coup : Paul Clifton (Stanley Baker)
- 1967 : L'Homme à la Ferrari : Gianino, le président de la compagnie (Luigi Vannucchi)
- 1967 : Peyrol le boucanier : le lieutenant Georges Real (Richard Johnson)
- 1967 : Le Dernier Safari : Casey (Kaz Garas)
- 1968 : 2001, l'Odyssée de l'espace : le contrôleur de mission (Frank Miller)
- 1968 : L'Étrangleur de Boston : le sergent Frank McAfee (Murray Hamilton)
- 1968 : Rosemary's Baby : le narrateur
- 1968 : La Bataille pour Anzio : le capitaine Burns (Venantino Venantini)
- 1968 : Les Vierges de Satan : Rex Van Ryn (Leon Greene)
- 1968 : Danger : Diabolik ! : le chef de la police (Claudio Gora)
- 1968 : On achève bien les chevaux : le journaliste à la radio[Qui ?]
- 1968 : Saludos hombre : le colonel Michel Sévigny (Marco Guglielmi)
- 1968 : Le Rouble à deux faces : Anderson (Robert Taylor)
- 1968 : Les Corrupteurs : le chef Danvers (Robert Rockwell)
- 1968 : Piège à San Francisco : Don Owens / Jack Smitty (Jack Lord)
- 1968 : Chacun pour soi : Mason (Gilbert Roland)
- 1968 : Candy : T.M. Christian / Jack Christian (John Astin)
- 1968 : Un détective à la dynamite : Loren Westabrook (William Rœrick)
- 1968 : Skidoo : le sénateur (Peter Lawford)
- 1968 : Un cri dans l'ombre : (Peter Bayliss (en))
- 1969 : Au service secret de Sa Majesté : James Bond (George Lazenby)
- 1969 : Le Pont de Remagen : le lieutenant Phil Hartman (George Segal)
- 1969 : La Descente infernale : Ron Engel (Jerry Dexter)
- 1969 : Les Belles Années de miss Brodie : Teddy Lloyd (Robert Stephens)
- 1969 : Un Beatle au paradis : Sir Guy Grand (Peter Sellers)
- 1969 : Santo et le trésor de Dracula : Dr Cesar Supulveda (Carlos Agosti)
- 1969 : Che ! : Ramon Valdez (Cesare Danova)
- 1969 : Le Capitaine Nemo et la Ville sous-marine : le sénateur Robert Fraser (Chuck Connors)
- 1969 : Stiletto : George Baker (Patrick O'Neal)
- 1969 : Cinq Hommes armés : [Qui ?]
- 1969 : Filles et Show business : M. Morality (Vincent Price)
- 1969 : La Légion des damnés : le colonel Ackerman (Wolfgang Preiss)
- 1969 : Le Piège à pédales : Craig (Sebastian Brook)
- 1969 : Pendulum, la Nuit sans témoin : le lieutenant Smithson (Frank Marth)
- 1970 : Le Reptile : Whiskey (Victor French)
- 1970 : Le Secret de la planète des singes : Mendez (Paul Richards (en))
- 1970 : Love Story : le doyen de l'université[Qui ?]
- 1970 : THX 1138 : SRT (Don Pedro Colley) (1er doublage)
- 1970 : Chisum : Pat Garrett (Glenn Corbett)
- 1970 : Les Derniers Aventuriers : le baron de Coyne (Rossano Brazzi)
- 1970 : Patton : Walter Bedell Smith (Edward Binns)
- 1970 : Blindman, le justicier aveugle : Domingo (Lloyd Battista)
- 1971 : Orange mécanique : le journaliste commentant les titres des différents journaux[Qui ?]
- 1971 : French Connection : Simonson (Eddie Egan)
- 1971 : The Big Boss : Hsiao Mi (Han Ying-chieh) (1er doublage)
- 1971 : Zeppelin : le major Tauntler (Peter Carsten)
- 1971 : Le Mystère Andromède : Dr Jeremy Stone (Arthur Hill)
- 1971 : Le Corsaire noir : Blackie (Terence Hill)
- 1971 : Pas d'orchidée pour miss Blandish : Dave Fenner (Robert Lansing)
- 1971 : Le Roman d'un voleur de chevaux : le capitaine Stoloff (Yul Brynner)
- 1971 : La Rage du tigre : Maître Lung (Ku Feng) (1er doublage)
- 1972 : La Conquête de la planète des singes : MacDonald (Hari Rhodes)
- 1972 : La Fureur de vaincre : Maître Tsing (Tien Feng) (1er doublage)
- 1972 : L'Argent de la vieille : George (Joseph Cotten)
- 1972 : Junior Bonner, le dernier bagarreur : voix off de l'annonceur du rodéo
- 1972 : Abattoir 5 : l'orateur appelant Pilgrim au discours[Qui ?]
- 1972 : Gunn la gâchette : Mike Adams (Gary Conway)
- 1973 : Big Guns : Nick Gusto (Richard Conte)
- 1973 : Papillon : le sous-directeur (Fred Sadoff)
- 1973 : Scorpio : voix du journaliste TV
- 1973 : Le Cercle noir : le capitaine Les Daniels (Norman Fell)
- 1973[5] : Le Caveau de la terreur : Sebastian (Curd Jürgens)
- 1973 : La Bataille de la planète des singes : MacDonald (Austin Stoker)
- 1973 : Police Connection : Sweet William (Henry Darrow)
- 1973 : Don Angelo est mort : Don Bernardo (Barry Russo)
- 1974 : La Tour infernale : Dan Bigelow (Robert Wagner) (1er doublage)
- 1974 : L'Île sur le toit du monde : le professeur Ivarsson (David Hartman)
- 1974 : Du sang dans la poussière : Abel Young (Marc Smith)
- 1974 : 747 en péril : le commandant Stacy (Efrem Zimbalist II)
- 1974 : Les Anges gardiens : le District Attorney (Alex Rocco)
- 1974 : Un silencieux au bout du canon : Bob Mahoney (Dick Friel)
- 1974 : Les Derniers Jours de Mussolini : voix du narrateur et du speaker à la radio
- 1974 : En voiture, Simone : le préfet de Police (John Abineri)
- 1974 : L'Énigme de Kaspar Hauser : le pasteur en compagnie de Führmann (Volker Elis Pilgrim)
- 1974 : Flesh Gordon : le professeur Ejakul Jerkoff (Joseph Hudgins)
- 1974 : Crime à distance : Business Tycoone (Terence Alexander) et Chester Drake (David Swift)
- 1974 : Le Retour du dragon[12] : Mike Axford (Lloyd Gough)
- 1975 : La Kermesse des aigles : Newt (Geoffrey Lewis)
- 1975 : Funny Lady : Nicky Arnstein (Omar Sharif)
- 1975 : Le Veinard : le général Armstrong (Donald Sinden)
- 1975 : Parole d'homme : le capitaine Joyce (Bernard Horsfall)
- 1975 : L'Odyssée du Hindenburg : Rééd.Channing (Peter Donat)
- 1975 : Shampoo : M. Pettis (George Furth)
- 1975 : La Pluie du diable : le pasteur Blythe (Claudio Brook)
- 1976 : Taxi Driver : l'agent chargé de la sécurité de Palantine (Richard Higgs) et client éméché dans le Taxi
- 1976 : Trinita, connais pas : Frou-Frou (Tony Norton)
- 1977 : Le Convoi de la peur : Nilo (Francisco Rabal)
- 1977 : New York, New York : le présentateur du concert de Tommy Dorsay (Bill Baldwin)
- 1977 : Croix de fer : le capitaine Stransky (Maximilian Schell)
- 1978 : Mort sur le Nil : Andrew Pennington (George Kennedy)
- 1978 : Starcrash - Le Choc des étoiles : le comte Zarth Arn (Joe Spinell)
- 1978 : Ces garçons qui venaient du Brésil : Fassler (Joachim Hansen)
- 1978 : Le Chat qui vient de l'espace : le colonel Woodruff (Howard Platt)
- 1978 : Les 39 Marches : le superintendant Lomas (Eric Porter)
- 1979 : Apocalypse Now : le général Corman (G.D. Spradlin) (1er doublage)
- 1979 : Amityville, la Maison du diable : le père Delaney (Rod Steiger)
- 1979 : Guerre et Passion : le colonel Ronald Bart (Shane Rimmer)
- 1979 : Avec les compliments de Charlie : le sénateur (Jerome Thor)
- 1979 : Ashanti : Brian Walker (Rex Harrison)
- 1979 : Les Vampires de Salem : Richard K. Straker (James Mason)[13]
- 1979 : Avalanche Express : l'agent Bunin (Maximilian Schell)
- 1980 : La Coccinelle à Mexico : Prindle (John Vernon)
- 1980 : Les Loups de haute mer : Fletcher (George Baker)
- 1980 : Au-delà de la gloire : le capitaine (Charles Macaulay) (1er doublage)
- 1980 : Comment se débarrasser de son patron : Russell Tinsworthy (Sterling Hayden)
- 1980 : Héros ou Salopards : le lieutenant Harry 'Breaker' Morant (Edward Woodward)
- 1981 : Hurlements : le docteur George Waggner (Patrick Macnee)
- 1981 : Le Prince de New York : Sam Heinsdorff (Lee Richardson)
- 1981 : Maman très chère : Greg Savitt (Steve Forrest)
- 1981 : Le facteur sonne toujours deux fois : Barlow (Thomas Hill)
- 1981 : Le Policeman : le leader noir de la manifestation[Qui ?]
- 1981 : Le Solitaire : le juge Barber (Thomas O. Erhart Jr.)
- 1982 : Le Verdict : l'évêque Brody (Edward Binns)
- 1982 : Tootsie : Ron Carlisle (Dabney Coleman)
- 1982 : Venin : Cmdr. William Bulloch (Nicol Williamson)
- 1984 : Terminator : le lieutenant Ed Traxler (Paul Winfield)
- 1984 : Dune : le docteur Wellington Yueh (Dean Stockwell)
- 1985 : La Rose pourpre du Caire : Raoul Hirsch (Alexander Cohen)
- 1985 : Lifeforce : Dr Armstrong (Patrick Stewart)
- 1986 : Le Sixième Sens : Dr Hannibal Lektor (Brian Cox)
- 1987 : Sens unique : David Brice (Gene Hackman)
- 1987 : Contrôle : Dr Herbert Monroe (Burt Lancaster)
- 1987 : Gens de Dublin : Gabriel Conroy (Donal McCann)
- 1987 : Confessions criminelle : Père Robert Koesler (Donald Sutherland)
- 1990 : The King of New York : Roy Bishop (Victor Argo)
- 1991 : Space Commando : Shep Ramsey (Hulk Hogan)
- 1992 : Toys : le général Leland Zevo (Michael Gambon)
- 1993 : Cyborg 2: Glass Shadow : Martin Dunn (Allen Garfield)
- 1998 : The X-Files, le film : l'homme aux doigts manucurés (John Neville)

#### Films d'animation
- 1954 : La Ferme des animaux : le narrateur
- 1978 : La Folle Escapade : le lapin noir d'inlé (1er doublage)
- 1981 : Métal hurlant : le narrateur / l'ancien (dernier chapitre du film : Taarna)

### Télévision

#### Téléfilms
- Richard Crenna dans :
  - Le Viol de Richard Beck (1985) : Richard Beck
  - Secrets de famille (1997) : Clay Chadway

- Edward Woodward dans :
  - La Main de l'assassin (1990) : Sherlock Holmes
  - Les Voyages de Gulliver (1996) : Drunlo

Mais aussi :
- 1967[10] : Winchester 73 : Lin McAdam (Tom Tryon)
- 1971 : Duel : David Mann (Dennis Weaver) (1er doublage)
- 1974 : Brève rencontre : Alec Harvey (Richard Burton)
- 1975 : The Kansas City Massacre : Melvin Purvis (Dale Robertson)
- 1976 : Raid sur Entebbe : Yitzhak Rabin (Peter Finch)
- 1976 : Déluge sur la ville : Steve Brannigan (Robert Culp)
- 1976 : Victoire à Entebbé : le général Dan Shomron (Harris Yulin)
- 1977 : Horizons en flammes : Bill Clay (James W. Gavin)
- 1977 : Les Envoûtés : Kevin Leahy (James Farentino)
- 1984 : La Guerre des casinos : Neil Chaine (Rock Hudson)
- 1990 : L'Île au trésor : "Long" John Silver (Charlton Heston)
- 1995 : Famille à l'essai : Harry Haber (Leslie Nielsen)

#### Séries télévisées
- Peter Graves dans :
  - Mission impossible (1966 - 1973) : Jim Phelps[14]
  - La croisière s'amuse (1978, 1980 et 1987) : rôles divers
  - Mission impossible, 20 ans après (1988 - 1990) : Jim Phelps
- Robert Mitchum dans :
  - Le Souffle de la guerre (1983) : Victor « Pug » Henry
  - Les Orages de la guerre (1988 - 1989) : Victor « Pug » Henry
  - Jack Spanner, Private Eye (1989) : Jack Spanner
- Rock Hudson dans :
  - Détroit (1978) : Adam Trenton
  - Les Chroniques martiennes (1980) : le colonel John Wilder 3 épisodes

- 1954-1955 : Davy Crockett : Davy Crockett (Fess Parker)
- 1960 : Bonne chance M. Lucky : M. Lucky (John Vivyan)
- 1965-1968 : Match contre la vie : Paul Bryan (Ben Gazzara)
- 1966-1967 : Le Frelon vert : Mike Axford (Lloyd Gough)
- 1966-1968 : Batman : le marchand de sable (Michael Rennie)
- 1967-1968 : Cimarron : le marshal Jim Crown (Stuart Whitman)
- 1967 : Hondo : le colonel Crook (William Bryant (en))
- 1971-1972 : Spectreman : le narrateur (Kôji Kobayashi)
- 1971-1978 : Columbo : voix diverses
- 1972-1974 : Banacek : Thomas Banacek (George Peppard)
- 1975 : Starsky et Hutch : voix diverses
- 1977 : Le Parrain : Sénateur Pat Geary (G.D. Spradlin)
- 1977 : Racines : Kunta adulte (John Amos)
- 1978-1979 : Colorado : Colonel Skimmerhorn (Richard Crenna) et Castor Boiteux (Michael Ansara)
- 1978 : Le Renard : Werner Berger (Hans Caninenberg (de)) (Saison 2, épisode 5 : Boomerang)
- 1979 : Terreur à bord : Julian Wunderlicht (Richard Jordan)
- 1979 : La croisière s'amuse : 
  - Hank Hardaway (Leslie Nielsen) (saison 2 épisode 24)
  - Teddy Smith (Peter Lawford) (saison 2 épisode 25)
- 1979 : Ike : le général George C. Marshall (Dana Andrews)
- 1981-1989 : Dynastie : Blake Carrington (John Forsythe)
- 1984 : Les Derniers Jours de Pompéi : Arbaces (Franco Nero)
- 1984 : Ellis Island, les portes de l'espoir : Sergent Phipps Ogden (Richard Burton)
- 1985-1989 : Equalizer : Robert McCall (Edward Woodward)
- 1991 : Arabesque : Dennis Stanton (Keith Michell) (saison 7, épisode 18)
- 1994 : Un cas pour deux : Karl März (Peter Fitz (de)) (saison 14, épisode 03 : Mort d'un artiste)

#### Séries d'animation
- 1975-1977 : Goldorak : le commandant Minos
- 1994-1997 : Gargoyles, les anges de la nuit : Hudson (1re voix)

### Direction artistique
- 1985 : Platoon
- 1987 : Predator
- 1987 : Balance maman hors du train
- 1987 : Sens unique
- 1987 : Traquée
- 1988 : Crocodile Dundee 2
- 1988 : Saïgon, l'enfer pour deux flics
- 1990 : Predator 2

## Anecdotes
- Bien qu'il n'ait pas été retenu pour doubler Sean Connery dans la saga James Bond, Jean-Claude Michel a participé à la bande-annonce française de James Bond 007 contre Dr No (l'opérateur qui prévient le MI6 de l’arrêt de la transmission de Strangways). C'est également lui que Philippe Clair choisit pour doubler Connery dans le court extrait d’Opération Tonnerre qui passe à la télévision dans son film Tais-toi quand tu parles (1981)[15].

- Jean-Claude Michel a doublé un autre James Bond : celui interprété par George Lazenby dans Au service secret de sa majesté.
- L'excellence de jeu de Jean-Claude Michel a incité Charlton Heston à lui écrire une lettre élogieuse pour son travail de doublage sur Ben-Hur (1959). L'original de cette lettre à été écris sur du papier à entête de l'hôtel Georges V à Paris après la projection du film en avant première et transmise ensuite par la production à Jean-Claude Michel. A ce jour elle est toujours dans la famille et à été communiqué en numérique à quelques journalistes spécialisés. En voici la traduction l'original étant en anglais  « Je regrette profondément de ne pas mieux m'exprimer en français car j'aurais souhaité vous remercier dans votre propre langue pour l'éloquence que vous employez à ma place dans la version doublée de Ben Hur que j'ai vue à Paris. Je me suis toujours opposé au principe du doublage des films, bien que reconnaissant la nécessité économique de cette pratique pour leur distribution à grande échelle. Cependant ce qu'il m'a été donné d'entendre au Gaumont-Palace était supérieur aux doublages habituels et je me sens obligé de reconsidérer mon point de vue sur le sujet. […] Un acteur est naturellement très sensible de voir son travail réinterprété par un autre acteur, et presque impossible à satisfaire. Ce que j'ai écouté l'autre soir était supérieur aux doublages habituels, et certainement le meilleur travail dans le domaine que j'ai eu l'occasion d'entendre. Cela a dû être un travail d'une incroyable difficulté de rendre avec une telle précision l'interprétation et l'ambiance émotionnelle que j'ai créées en anglais. […] Si les Français aiment ce que j'ai fait dans ce film, c'est vous que je dois remercier. Je vous en exprime toute ma reconnaissance. Très sincèrement. Charlton Heston[16]. »[réf. nécessaire]
- Voici le texte original en anglais de la lettre de Charlton Heston à Jean-Claude Michel ;    " M. Michel: I deeply regret that I speak no more than a few words of French, since I am thus unable to thank you in your own language for the eloquent French you spoke for me in the dubbed version of BEN HUR I saw the other night.  I have always opposed on principle the dubbing of films into other languages, though recognizing the economic necessity of the practice for a mass release of a film. What I heard the other night at the Gaumont, however, was so far superior to the dubbing I’ve seen before that I’m forced to readjust my ideas on the subject. It was certainly the best achievement in the field I’ve seen.  An actor is naturally very sensitive on the question of seeing his own work re-interpreted by another actor, and almost impossible to please. What you did with the role of Judah Ben Hur pleased me immensely. It must have been an almost incredibly difficult job to render so accurately the interpretation and emotional climate I’d created in English. Indeed, in at least one line… the climax of the quarrel with Messala when Judah says, “If that is the choice, then I am against you!”… I vastly prefer your reading to mine, which I have become very dissatisfied with over the months. If the French people like what I have done in the picture, I have you to thank for it. I want you to know how grateful I am."
- En 1986 lors du doublage de Sean Connery pour Highlander (film) il s'est retrouvé en studio à jouer toutes les scènes avec Christophe Lambert qui avait tourné le film en anglais et devait donc doubler son propre travail pour la version française.